# Mesosemia reba
Mesosemia reba is een vlindersoort uit de familie van de prachtvlinders (Riodinidae), onderfamilie Riodininae.
Mesosemia reba werd in 1869 beschreven door Hewitson.